# 蒲生町 (鹿児島県)
蒲生町（かもうちょう）は、鹿児島県の中央部にあった町である。姶良郡に属していた。
2010年3月23日付けで、同じ姶良郡の姶良町・加治木町と合併して姶良市が発足した。滋賀県にあった蒲生町は「がもう」と濁って読むが、こちらは「かもう」と濁らずに読む。

## 地理
鹿児島県の中央部、鹿児島市から真北へ約15 kmの場所に位置する内陸の町である。東西約11.7 km、南北約15.0 kmで西側に尖った三角形状の形をしている。
北西側の薩摩川内市との境界には400 mから500 m程度の山が並び、川内川と別府川の分水界をなしている。一部薩摩川内市側から流れ込む小さな河川もあるが、おおむねこの薩摩川内市との境界付近の山を源流とした川が蒲生町内を流れて次第に合流し、別府川を形成して姶良町側へ流れていき、姶良町と加治木町の境界で鹿児島湾（錦江湾）に注いでいる。町の北部・西部は山間地帯となっており、大半が森林地帯であり人工林が多く、谷間や盆地となっている場所に集落と田畑が形成されている。南東部の姶良町との境界付近は別府川によって形成された標高の低い平地になっており、ここに蒲生町の中心市街地が形成されている。

### 隣接市町村
- 鹿児島市
- 薩摩川内市
- 姶良郡姶良町

### 町内の地名
畳の原料として使用した蒲草が繁茂していたことから「蒲生」という地名が付いたとされている。

#### 漆（うるし）
蒲生町の最北端にあり、農業地域である。人口は少ない。

#### 西浦（にしうら）
北西部、薩摩川内市との境界に広がる地域で、山間部の低地に集落がある。養蚕を中心産業としていた地域であった。

#### 白男（しらお）
薩摩川内市や鹿児島市に挟まれた町最西端にある地域で、前郷川に沿って集落と田が広がっている。姶良郡、そして旧大隅国の最西端でもある。

#### 久末（ひさすえ）
鹿児島市との境界に広がる地域で農業地帯である。蒲生城はこの地域に所在していた。

#### 北（きた）
上久徳の北西側に細長く広がっている地域で、上久徳に接するあたりは住宅が多い。蒲生中学校などがある。

#### 米丸（よねまる）
火山活動により形成されたマールであると考えられる米丸という盆地になっている。蒲生カントリークラブが所在している。

#### 上久徳（かみぎゅうとく）
蒲生町の中心部で、整然とした区画の住宅地が広がりかつての武家屋敷の名残を留めている。蒲生八幡神社が所在している。

#### 下久徳（しもぎゅうとく）
蒲生川より南側にある地域で上久徳に比べると人口はずっと少なく田園地帯となる。蒲生高校が所在している。

## 歴史
蒲生という地名は、平安時代初期の日本後紀に初めて出てくる。駅伝制において、大隅国蒲生駅と薩摩国田尻駅の間が長すぎるために、804年（延暦23年）に薩摩国櫟野村に新たな駅を設けたという記述で、この蒲生駅は現在の下久徳付近にあったものとされている。大隅国の国府があった国分付近と薩摩国の国府があった川内付近を結ぶ交通路上の拠点であったと見られている。
宇佐八幡宮の留守職であった藤原教清が宇佐八幡大宮司の娘との間に儲けた息子藤原舜清は、1120年（保安元年）に大隅国の垂水へ下ってきて、続いて1123年（保安4年）正月に蒲生院に入ってこの地域の総領職となった。そして宇佐八幡宮を勧請して蒲生八幡神社を創建した。以後、舜清とその子孫は蒲生氏と称して、蒲生城を中心としてこの地域を支配するようになった。
以後蒲生氏は蒲生を所領とする豪族であった。しかし1459年（長禄3年）になり、隣接する帖佐を支配していた島津季久は蒲生を攻撃し、まだ若かった蒲生氏15代当主蒲生宣清はこれに対抗することができずに、島津忠国の指示を受けて給黎に移ることになった。その後は島津季久の子島津忠廉が蒲生を支配していた。蒲生宣清は終始島津忠昌の配下として行動し、島津季久が島津忠昌と対立するようになると季久方の揖宿城を攻撃するなどし、ついに1495年（明応4年）閏2月に旧領の蒲生を与えられて復帰することができた。
戦国時代後期となると、蒲生氏は島津氏と対立するようになった。1554年（天文23年）、加治木を支配していた肝付氏は島津氏の配下となり、肝付氏と蒲生氏の対立から、祁答院良重、入来重嗣、蒲生範清が島津氏に対して背いた。蒲生氏は援軍の菱刈氏・渋谷氏などとともに加治木の肝付氏を攻撃し、これに対して島津貴久が救援を送った。蒲生から加治木に掛けての各地で戦いが繰り広げられた後、9月になって岩剣城の戦いが起こった。島津氏が日本で初めて鉄砲を実戦で使用したと言われる（異説もある）。堅城であるため苦戦したが、10月3日になり陥落した。
さらに1555年（天文24年）肝付氏と共に帖佐平山城の祁答院良重を攻撃して4月2日祁答院へ敗走させた。その後鎌田政年が帖佐地頭として配され、同年7月27日に祁答院氏が帖佐を奪還しようとして来襲した際には援軍を得ながら祁答院氏を大破した。1556年（弘治2年）には松坂城を3月と10月の2回に渡る攻撃で陥落させて、祁答院氏からの蒲生氏への救援をほぼ絶った。そして蒲生氏の援軍に来ていた菱刈氏を1557年（弘治3年）2月から3月に掛けての戦闘で撃破し、菱刈陣を陥落させたことで蒲生城の包囲を完成させた。援護の得られなくなった蒲生範清は、同年4月20日ついに降伏し、祁答院方面へ退去していった。こうして蒲生氏は平安以来の領地を失い、この地域の島津氏の支配がほぼ確立した。
江戸時代の蒲生は、現在の町役場のあるあたりに地頭仮屋が置かれて、周辺に武家屋敷が並ぶようになった。またこれより東側には野町と呼ばれる商業地区が発達した。蒲生は、明治初期の調査によれば士族が人口の66%をも占めている武士の率の高い地区であり、精兵として知られていた。江戸初期には、林業の振興や和紙の生産の開始など、殖産興業政策も進められた。
1739年（元文4年）には、重富郷を帖佐郷から分割した関係で、それまで蒲生郷に含まれていた木津志村が山田郷に移された。このときの蒲生郷が、後の蒲生町の領域にほぼ相当するようになった。
1889年（明治23年）4月1日に町村制施行により、姶良郡上久徳村・下久徳村・米丸村・北村・久末村・西浦村・白男村・漆村の地域に蒲生村が発足した。さらに1928年（昭和3年）11月1日に町制を施行し蒲生町となった。
1955年（昭和30年）1月1日には、山田村木津志の一部を編入し、残りの山田村は帖佐町・重富村と合併して姶良町となった。
2010年（平成22年）3月23日には、姶良町・加治木町と合併して姶良市が発足。

## 行政

### 歴代村長・町長
1. 赤塚源五郎（1889年（明治22年）4月 - 1890年（明治23年）3月）
2. 福島康（1890年（明治23年）3月 - 1901年（明治34年）8月）
3. 酒匂珩（1901年（明治34年）8月 - 1903年（明治36年）9月）
4. 赤塚弘（1903年（明治36年）9月 - 1910年（明治43年）12月）
5. 酒匂珩（1910年（明治44年）1月 - 1918年（大正7年）12月、再任）
6. 赤塚源次郎（1918年（大正7年）12月 - 1928年（昭和3年）10月）

町制施行
1. 赤塚源次郎（1928年（昭和3年）10月 - 1932年（昭和7年）3月）
2. 国生周内（1932年（昭和7年）3月 - 1937年（昭和12年）6月）
3. 赤塚源次郎（1937年（昭和12年）6月 - 1941年（昭和16年）6月、再任）
4. 小山田政一（1941年（昭和16年）6月 - 1945年（昭和20年）6月）
5. 北原健（1945年（昭和20年）6月 - 1946年（昭和21年）4月）
6. 木原一夫（1946年（昭和21年）4月 - 1951年（昭和26年）4月）
7. 酒匂久（1951年（昭和26年）5月 - 1951年（昭和26年）9月）
8. 石神鎌造（1951年（昭和26年）10月 - 1953年（昭和28年）4月、1期）
9. 森文雄（1953年（昭和28年）5月 - 1961年（昭和36年）4月、2期）
10. 小山田政弘（1961年（昭和36年）5月- 1973年（昭和48年）4月、3期）
11. 池田正辰（1973年（昭和48年）5月 - 1982年（昭和57年）3月、3期）
12. 塚田吉夫（1982年（昭和57年）4月 - 1994年（平成6年）4月、3期）
13. 晋哲哉（1994年（平成6年）4月 - 2006年（平成18年）4月、3期）
14. 厚地和幸（2006年（平成18年）4月 - 2010年（平成22年）3月22日、1期、最終代）

## 産業
江戸時代初期に、宮之城の領主で薩摩藩の家老をしていた島津久通が殖産興業政策の一環として、蒲生の地質が杉林の育成に適していることや、川を利用した水運の便がよいことなどから、造林事業を行った。これにより、蒲生メアサ杉を中心とする林業が発達した。また武家の副業として製紙業を奨励したことから、蒲生和紙の生産が盛んとなった。

## 地域

### 人口
1950年（昭和25年）10月1日時点で15,887人いた人口は年々減少しており、過疎の問題が起きている。
過去の人口は以下の通り（出典は国勢調査）
| 年     | 人口    |
| ------ | ------- |
| 1980年 | 8,383人 |
| 1985年 | 8,288人 |
| 1990年 | 7,801人 |
| 1995年 | 7,533人 |
| 2000年 | 7,339人 |
| 2005年 | 7,261人 |

### 教育

#### 高等学校
- 鹿児島県立蒲生高等学校

#### 中学校
- 蒲生町立蒲生中学校

#### 小学校
- 蒲生町立蒲生小学校
- 蒲生町立漆小学校
- 蒲生町立西浦小学校
- 蒲生町立大山小学校（休校）
- 蒲生町立新留小学校（2007年3月22日に休校。休校までの7日間を追った日立マクセルのCMが放送された）

#### オルタナティブスクール
- 森の学校楠学園

## 交通

### 空港
最寄り空港は鹿児島空港。

### 鉄道
町内を鉄道は通っていない。最寄り鉄道駅は日豊本線帖佐駅。

### バス路線

#### 一般路線バス
- 南国交通
  - 鹿児島市 - 蒲生町
  - 姶良町 - 蒲生町
- 南国交通・鹿児島交通
  - 鹿児島空港 - 蒲生町

### 道路
町内を国道・高速道路は通っていない。
- 高速道路の最寄りインターチェンジは九州自動車道姶良インターチェンジ。
- 町内に一般国道は通っていない。

#### 県道
主要地方道
- 鹿児島県道25号鹿児島蒲生線
- 鹿児島県道40号伊集院蒲生溝辺線
- 鹿児島県道42号川内加治木線

## 名所・旧跡・観光スポット・祭事・催事
- 蒲生のクス（国特別天然記念物）
- 蒲生八幡神社 (姶良市)

## 蒲生町を舞台とする作品
- 山河燃ゆ（NHK大河ドラマ）

## 出身有名人
- 小山田大
- 逆鉾盛吉
- 村山喜一
- 西田あい